# スルト (衛星)
スルト (Saturn XLVIII Surtur) は、土星の第48衛星である。逆行軌道で土星を公転する不規則衛星で、北欧群に属する。
2006年3月6日に、スコット・S・シェパード、デビッド・C・ジューイット、ジャン・カリーナ (Jan Kleyna) らの観測チームによって発見された。観測にはすばる望遠鏡が用いられている。発見は同年6月26日に小惑星センターのサーキュラーで、6月30日に国際天文学連合のサーキュラーで公表され、S/2006 S 7 という仮符号が与えられた。
固有名は、この衛星が北欧群に属することから、北欧神話のラグナロクの物語に登場する炎の巨人の王スルトから名付けられた。スルトは黒という意味がある。命名されたのは2007年4月5日である。また、Saturn XLVIII という確定番号が与えられた。
スルトのアルベドを 0.04 と仮定すると、直径は 6 km と推定される。土星からの平均距離は約 22,941,000 km で、大きな軌道離心率の軌道で1297日ほどかけて土星を一周している。